# Grundy Center (Iowa)
Grundy Center település az Amerikai Egyesült Államok Iowa államában, Grundy megyében, melynek megyeszékhelye is. Lakosainak száma 2796 fő (2020. április 1.).

## Népesség
A település népességének változása:

| 2010 | 2 706 |
| 2020 | 2 796 |